# Ashley Postell
Ashley Postell (Cheverly (Maryland), 9 de junio de 1986) es una gimnasta artística estadounidense, campeona mundial en 2002 en el ejercicio de barra de equilibrio.

## 2002
En el Mundial celebrado en Debrecen (Hungría) gana el oro en la prueba de la barra de equilibrio, por delante de la rumana Oana Ban (plata) y la ucraniana Irina Yarotska (bronce).